# Jamno (gmina)
Jamno (do 1953 Dąbkowice, od 1973 Łowicz) – dawna gmina wiejska istniejąca w latach 1953–1954 w woj. łódzkim. Siedzibą gminy było Jamno.
Gmina Jamno powstała 21 września 1953 roku w województwo łódzkim, w powiecie łowickim, kiedy to przemianowano gminę Dąbkowice na gminę Jamno. Gmina została zniesiona 29 września 1954 roku wraz z reformą wprowadzającą gromady w miejsce gmin. 
Jednostka została przywrócona 1 stycznia 1973 roku po reaktywowaniu gmin w miejsce gromad, lecz pod nazwą gmina Łowicz, z siedzibą w Łowiczu.